# Ferca Records
Ferca Music Group est une entreprise mexicaine qui a été créée en 2006 par Fernando Camacho Tirado, l'un des fils de René Camacho, fondateur et directeur de La Arrolladora Banda El Limón, et qui possède quatre filiales :
- L'éditeur de musique Ferca Publishing,
- Ferca Records, studio d'enregistrement et fabricant de disques.
- Ferca Network, promoteur d'artistes.
- Ferca Entertainment, organisateur d'évènements musicaux.

## Artistes
Les artistes suivants ont, pour des durées diverses, utilisé les services procurés par les filiales de Ferca Music Group :
- Banda MS.
- Banda Rancho Viejo La Bandononona.
- Chuy Lizárraga.
- La Adictiva (es).
- La Arrolladora Banda El Limón.
- La Banda Los Sebastianes.
- La Banda Estrellas de Sinaloa.
- Banda Rancho Viejo De Julio Aramburo La Bandononona.
- La Poderosa Banda San Juan.
- Roberto Junior y su Bandeño.

## Sources
Ressources en ligne
- (en) Fernando Camacho Tirado, « Ferca Producciones Application », sur Upsto TSDR, TSDR, Alexandria, United States Patent and Trademark Office, 23 août 2016.
- (es) « Banda Rancho Viejo La Bandononona - Description », Canal YouTube, Mazatlán, Banda Rancho Viejo, 17 août 2011.